# Ennetbaden
Ennetbaden es una comuna suiza del cantón de Argovia, situada en el distrito de Baden. Limita al norte con la comuna de Freienwil, al este con Ehrendingen, al sur con Wettingen, al oeste con Baden, y al noroeste con Obersiggenthal.

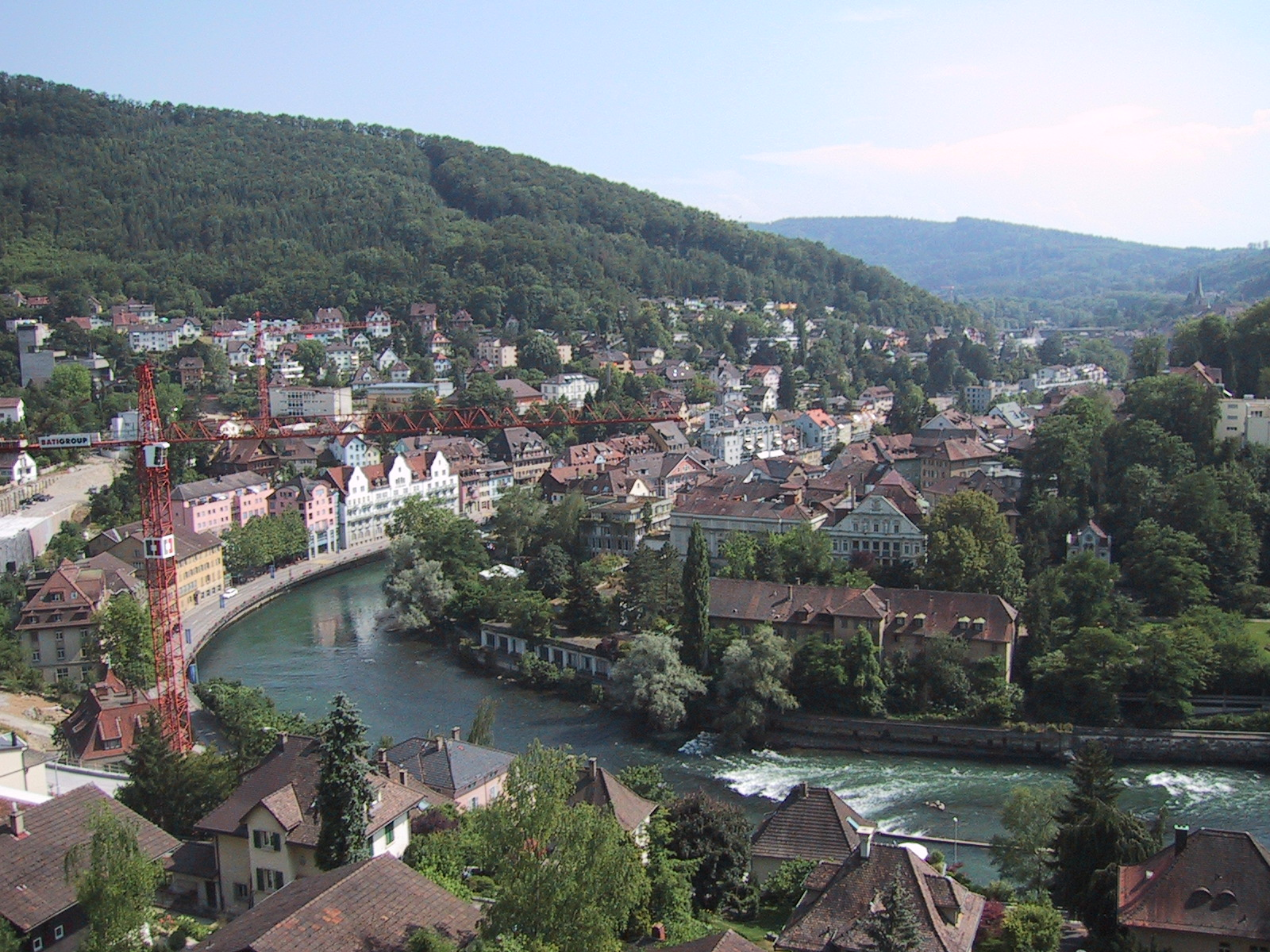
Vista de Ennetbaden.